# ジョージ・エドワード・スミス
ジョージ・エドワード・スミス（George Edward Smith (出生時の名前はHaddad、 1952年1月27日生)）はアメリカのギタリスト。G.E.スミスはホール＆オーツの全盛期、1979年から1985年の間サポートメンバーのリードギターを務め、5曲のNo.1シングルでギターを弾いた。1985年にホール＆オーツが休止したあと、スミスはスケッチ・コメディ・ショー「サタデー・ナイト・ライブ」に参加し、サタデー・ナイト・ライブ・バンドのバンドリーダーと副音楽監督を務めた。
スミスはたくさんの有名なアーティスト、たとえばデヴィッド・ボウイ、ミック・ジャガー、ボブ・ディラン、ロジャー・ウォーターズ、ティナ・ターナー、トレイシー・チャップマン、ダン・ハートマンとレコーディングし、パフォーマンスをした。 彼はボブ・ディランの1988年から1990年のネバー・エンディング・ツアーの初期のリードギタリストだった。また、1992年にマジソン・スクエア・ガーデンで演ったディランの30〜トリビュート・コンサートで音楽監督とギターを担当した。2010年から2013年の間、彼は「最高のコンサート」のひとつであるロジャー・ウォーターズのザ・ウォール・ライヴ・ツアーでリードギターを務めた。
彼は1997年に、バディ・ガイのアルバム「Live! The Real Deal」でグラミー賞のベスト・コンテンポラリー・ブルース・アルバム賞へノミートされ、2000年には「サタデー・ナイト・ライブ：25周年記念スペシャル」でエミー賞を受賞した。 彼のソロ・アルバムには、「In the World」（1981年）、サタデー・ナイト・ライブ・バンドと共演した「Get a Little」（1993年）、「Incense, Herbs and Oils」（1998年）、リロイ・ベルと共演した「Stony Hill」（2020年）がある。

## 生い立ち
スミスは1952年1月27日、ペンシルベニア州のスクラントンに生まれた。生まれたときの名前はジョージ・エドワード・ハダッドだった。 彼の父親はレバノン人で、母親はオハイオ州出身だった。 彼の姓ハダッドはアラビア語で鍛冶屋の意味だった。 ペンシルベニア州のストラウズバーグで育ち、4歳のときにギターを始めた。1959年、7歳のとき、彼はマーティン製のギターを与えられた。11歳の誕生日に、彼は最初のエレクトリック・ギター、フェンダー・エスクワイヤーの彼が生まれた年の1952年モデルを母親に買い与えられた。彼は10代ですでに、ポコノ・リゾートやハイスクール・ダンスでミュージシャンとしてお金を稼いだ。

## 経歴

### 初期の経歴
1970年代初頭、スミスはボコノスを離れ、コネチカット州ニューヘブンへ向かい、スクラッチバンドという名前のバンドで活動した。スクラッチバンドには、のちにホール＆オーツのバンドで一緒になるミッキー・カーリーも居た。1977年終わり近くに、スミスは彼のキャリアで初めてのブレークを果たした。ダン・ハートマンの成功したアルバム「インスタント・リプレイ」とヒットしたシングル「インスタント・リプレイ」に参加したのである。そして、ダンのヨーロッパとアメリカのツアーに、フロントマン、ギタリストとして参加した。東海岸へ戻ったあと、彼はマンハッタンへ引っ越し、ギルダ・ラドナーの1979年のブロードウェイ・ショー「ギルダ・ライブ」のギタリストになった。ラドナーとスミスは友だちになり、ほどなくして結婚し、1982年に離婚した。1981年、スミスは最初のソロ・アルバム「イン・ザ・ワールド」をリリースした。

### ホール＆オーツ
1979年から1985年、スミスはホール＆オーツのリードギターとして活動した。このバンドには、トム・T-Bone・ウォーク、チャールズ・デチャント、ミッキー・カーリーが居た。
ホール＆オーツとともに、スミスは５枚のシングルナンバーワンと５枚の連続したマルチプラチナアルバムを獲得した。「プライベート・アイズ」「キッス・オン・マイ・リスト」「マンイーター」「アイ・キャント・ゴー・フォー・ザット」「アウト・オブ・タッチ」と、「ヴォイシズ」「プライベート・アイズ（アルバム）」「H2O」「ロックン・ソウル・パート１」「ビッグ・バン・ブームである。ほかに、「ファミリー・マン」「セイ・イット・イズント・ソー」「ディドゥ・イット・イン・ア・ミニッツ」「メソッド・オブ・モダン・ラヴ」のアメリカのトップテンシングルがある。

### サタデー・ナイト・ライブ時代
1985年から1995年、スミスはサタデー・ナイト・ライブ・バンドのバンドリーダーと副音楽監督を、長い間同バンドのキーボーディストをしていたシェリル・ハードウィックとともに務めた。 スミスは、サタデー・ナイト・ライブ・ショーの卒業生であり、1980年から1982年に妻だったギルダ・ラドナーを通して、サタデー・ナイト・ライブのクリエイターであるローン・マイケルズと知り合いになった。マイケルズは、5年間離れたあと1985年から1986年のシーズン11にショーに戻り、ショーを改変する一部としてスミスを雇った。スミスは任期の間に、コマーシャルに入る前の短いバンドの演奏ショットでのエモーショナルなパフォーマンスによって、テレビの視聴者の間で有名になった。横にはバンドメイトであるT-Bone・ウォークが居た。 このスミスとウォークは、ザ・シンプソンズの1993年のエピソードでパロディー化された。スミスはステージ上での役割に加えて、どのミュージカル・アクトをショーでやるかを、マイケルに助言した。
サタデー・ナイト・ライブの任期の中頃、1988年6月から1990年10月にかけて、ボブ・ディランのネバー・エンディング・ツアーの最初の281公演に帯同した。 また、1988年のエミー賞、1993年のリズムアンドブルース財団賞、マディソン・スクエア・ガーデンで開かれたボブ・ディランの30周年記念コンサートなどの特別イベントの音楽監督を務め、またクリーブランドで開催されたロックの殿堂賞の音楽監督も務めた。
サタデー・ナイト・ライブの19年の歴史のなかで最低視聴率を記録した「悲惨な」1994年から1995年のシーズン20中に、スミスは解雇された。 スミスは、15人のキャスト中番組を離れた12人のうちの1人だった。 スミスの後釜は、サックス奏者レニー・ピケットとキーボーディストのシェリル・ハードウィックがおさまった。

### サタデー・ナイト・ライブ後の経歴
1996年、バディ・ガイとのライブアルバム「The Real Deal」でスミスはグラミー賞にノミネートされた。スミスは1998年、自身のソロ・アルバム「Incense, Herbs and Oils」をリリースした。スミスはワシントン D.C.でのケネディ・センター名誉賞のボブ・ディランとウィリー・ネルソンの受賞公演の音楽監督とバンドリーダーを務めた。スミスはまた、マディ・ウォーターズトリビュートバンドを率いた。そして1998年と1999年、公共放送サービスとコメディ・セントラルで放送されたリチャード・プライヤーとジョナサン・ウィンタースのマーク・トウェイン賞受賞記念演奏のバンドを率いた。
2004年から2006年、スミスはNFLのクリーブランド・ブラウンズのホームゲームで「Brownstown」を率いた。
2005年、スミスと彼のバンドはジェフ・フォックスワーシーのコメディ・セントラル・ローストに出演し、バンド「Bama」と共演した。
スミスは2010年から2013年、ロジャー・ウォーターズとザ・ウォール・ライブのツアーを回った。2012年12月12日には、ロジャー・ウォーターズと一緒にサンディ・レリーフ・コンサートでパフォーマンスをした。
2012年8月、スミスは共和党とミット・ロムニーのためにフロリダ州のタンパ湾で開かれた共和党全国大会でパフォーマンスをした。しかしながら、自分は共和党員ではないし政治的な人間でもない、自分にとってそれはたんに音楽家としてのひとつの仕事に過ぎないのだとスミスは言う。 2016年、スミスは再びオハイオ州で開かれた共和党全国大会でドナルド・トランプ候補者のためにバンドを率いて演奏した。
スミスは、2015年2月15日に催されたNBCサタデー・ナイト・ライブ40周年記念スペシャルに招かれた大勢のゲストの1人となった。
スミスはマスターズ・オブ・テレキャスターシリーズで、元ザ・バンドの、そしてザ・ウェイト・バンドのメンバーであるジム・ワイダーと共演した。
2015年、スミスと妻のテイラ・バートンは、多方面から絶賛されたミュージシャンやアーティスト達を交代で取り上げ、彼らの創造性を駆り立てるものを深く見ていくプロジェクトを始めた。現在は4回目のシリーズで、ビリー・スクワイアーからイーサン・ホーク、ベーコン・ブラザーズからアベット・ブラザーズまで、クリエイティブなレジェンドたちを取り上げてきた。
スミスはギタリストでソングライターのトム・ゲラのミュージックビデオ「Sudden Signs of Grace」（2020年）にカメオ出演している。

## 私生活
スミスはコメディアンのギルダ・ラドナー (1980–1982) と結婚し、1990年にシンガーソングライターのテイラー・バートンと結婚している。

## ディスコグラフィ
ホール＆オーツとともに（アレンジャーとしても）
- X-Static (1979)
- Voices (1980)
- Private Eyes (1981)
- H2O (1982)
- Greatest Hits Live (1982), released in 2001
- Rock 'n Soul Part 1 (Compilation) (1983)
- Big Bam Boom (1984)
- Sweet Soul Music (Live) (1984)
- Live at the Apollo (1985)
- Ecstasy on the Edge (2001)

ダン・ハートマンとともに
- Instant Replay (1978)
- Relight My Fire (1979)

トム・ウェイツとともに
- Downtown Train (1985)

ミック・ジャガーとともに
- She's The Boss (1985)
- Dancing in the Street w/David Bowie (1985)
- Primitive Cool (1987)
- The Very Best of Mick Jagger (2007)

カーリー・サイモンとともに
- Tired of Being Blonde (1985), also producer

リック・オケイセックとともに
- This Side of Paradise (1986)

ボブ・ディランとともに
- Bob Dylan: The 30th Anniversary Concert Celebration (1993), also musical director
- By the Waterfront Docks (1989) (2007)
- The House of Gold (Greece, 1989) (2009)
- Crossroads w/Eric Clapton (1988, 1999) (2012)
- Carnival to Rio (1990) (2012)
- Mercy for Poughkeepsie (1988-1989) (2014)
- East Troy 1988 (2015)

トレイシー・チャップマンとともに
- Crossroads (1989)
- Greatest Hits (2015)

ジミー・バフェットとともに
- Fruitcakes (1994)

バディ・ガイとともに
- Live!: The Real Deal (with the Saturday Night Live Band, 1996), received Grammy nomination
- Buddy's Baddest: The Best of Buddy Guy (1999)
- Can't Quit the Blues (2006)
- The Definite Buddy Guy (2009)

Moonaliceとともに
- Compliments from Moonalice (2007)
- Moonalice (2008)
- The Jewish Mother, Virginia Beach, VA (2008)

ロジャー・ウォーターズとともに
- Roger Waters: The Wall (Live Album) (2010-2013), released 2015

デヴィッド・ボウイとともに
- Loving the Alien (1983-1988) (2018)

ソロ・アルバム
- In the World (1981)
- Get a Little (with the Saturday Night Live Band, 1993)
- Incense, Herbs and Oils (1998)
- Stony Hill (2020) w/Leroy Bell

プロデューサー、作曲家として
- Wayne's World Theme Song (1992)

## ビデオグラフィ
バンドメンバー、パフォーマー、音楽監督として
- "Instant Reply" (official song video) w/Dan Hartman (1978)
- "Fashion" (official song video) w/David Bowie (1980)
- "Wait for me" (official song video) w/Hall & Oates (1979)
- "Private Eyes" (official song video) w/Hall & Oates (1981)
- "Did it in a Minute" (official song video) w/Hall & Oates (1982)
- "Your Imagination" (official song video) w/Hall & Oates (1982)
- "Maneater" (official song video) w/Hall & Oates (1982)
- "Family Man" (official song video) w/Hall & Oates (1983)
- "Say It Isn't So" (official song video) w/Hall & Oates (1983)
- "Out of Touch" (official song video) w/Hall & Oates (1984)
- "Possession Obsession" (official song video) w/Hall & Oates (1984)
- "Adult Education" (official song video) w/Hall & Oates (1984)
- "Method of Modern Love" (official song video) w/Hall & Oates (1985)
- "Some Things Are Better Left Unsaid" (official song video) w/Hall & Oates (1985)

### ライブパフォーマンス、コンサート
- Daryl Hall & John Oates - Rock N' Soul Live (1983)
- Hall & Oates: The Liberty Concert (1985)
- Bob Dylan: The 30th Anniversary Concert Celebration (1993), DVD Deluxe Edition (2014)
- The Kennedy Center Presents: A Tribute to Muddy Waters: King of the Blues (1998)
- The Kennedy Center Honors: A Celebration of the Performing Arts, 2000
- On Stage at the Kennedy Center: The Mark Twain Prize, 2002
- Roger Waters: The Wall (concert film based on The Wall Live (2010–13) tour), 2014

### サタデー・ナイト・ライブ・スペシャル
- Saturday Night Live: 15th Anniversary (TV Special), 1989
- Saturday Night Live: The Best of Robin Williams (TV Special), 1991
- Saturday Night Live: The Best of Steve Martin (TV Special), 1998
- Saturday Night Live: The Best of Mike Myers (TV Special), 1998
- Saturday Night Live 25th Anniversary (TV Special), 1999, received an Emmy Award
- Saturday Night Live: The Best of Tom Hanks (TV Special), 2004
- Saturday Night Live in the '90s: Pop Culture Nation, (TV Special documentary), 2007
- Saturday Night Live: 40th Anniversary Special, 2015